# Bronisław Komorowski
Grev Bronisław Maria Komorowski (født 4. juni 1952 i Oborniki Śląskie) er en polsk politiker og var Polens præsident i årene 2010-2015.
Komorowski var tidligere formand for Sejmen og blev iflg. Polens forfatning fungerende præsident efter Lech Kaczyńskis død i flystyrtet ved Smolensk 10. april 2010. Han var medlem af Borgerplatformen og blev valgt til præsident for selvsamme, men meldte sig ud efter valgsejren, hvilket er en norm for nyvalgte polske præsidenter.
Komorowski blev valgt til præsident i anden runde af præsidentvalget den 4. juli 2010 i et tæt opløb med Jarosław Kaczyński, den afdøde præsidents tvillingebror.
Bronisław Komorowski tiltrådte som præsident den 6. august 2010.